# Challenger de Rijeka
El Challenger de Rijeka, también conocido como Rijeka Open, es un torneo de tenis celebrado en Rijeka, Croacia desde el año 2007. El evento forma parte del ATP Challenger Tour y se juega en canchas de tierra batida.

## Finales anteriores

### Individuales
| Año  | Campeón       | Finalista             | Resultado        |
| ---- | ------------- | --------------------- | ---------------- |
| 2011 | Rui Machado   | Grega Žemlja          | 6–3, 6–0         |
| 2010 | Blaž Kavčič   | Rubén Ramírez Hidalgo | 6–4, 3–6, 7–6(5) |
| 2009 | Paolo Lorenzi | Blaž Kavčič           | 6–3, 7–6(2)      |
| 2008 | Nicolás Massú | Christophe Rochus     | 6–2, 6–2         |
| 2007 | Marin Čilić   | Lukáš Lacko           | 7–5, 6–2         |

### Dobles
| Año  | Campeón                                  | Finalista                            | Resultado           |
| ---- | ---------------------------------------- | ------------------------------------ | ------------------- |
| 2011 | Paolo Lorenzi Júlio Silva                | Lovro Zovko Dino Marcan              | 6–3, 6–2            |
| 2010 | Adil Shamasdin Lovro Zovko               | Carlos Berlocq Rubén Ramírez Hidalgo | 1–6, 7–6(9), [10–5] |
| 2009 | Sebastián Decoud Miguel Ángel López Jaén | Ivan Dodig Antonio Veić              | 7–6(7), 3–6, [10–8] |
| 2008 | Dušan Karol Jaroslav Pospíšil            | Alex Kuznetsov Dick Norman           | 6–4, 6–4            |
| 2007 | Jérôme Haehnel Jean-René Lisnard         | Ivo Klec Lukáš Lacko                 | 6–3, 6–4            |